# Estação El-Malek El-Saleh
El-Malek El-Saleh (em árabe: الملك الصالح) é uma das 35 estações da Linha 1 do metrô do Cairo.

## Estação de ligação e final de linha

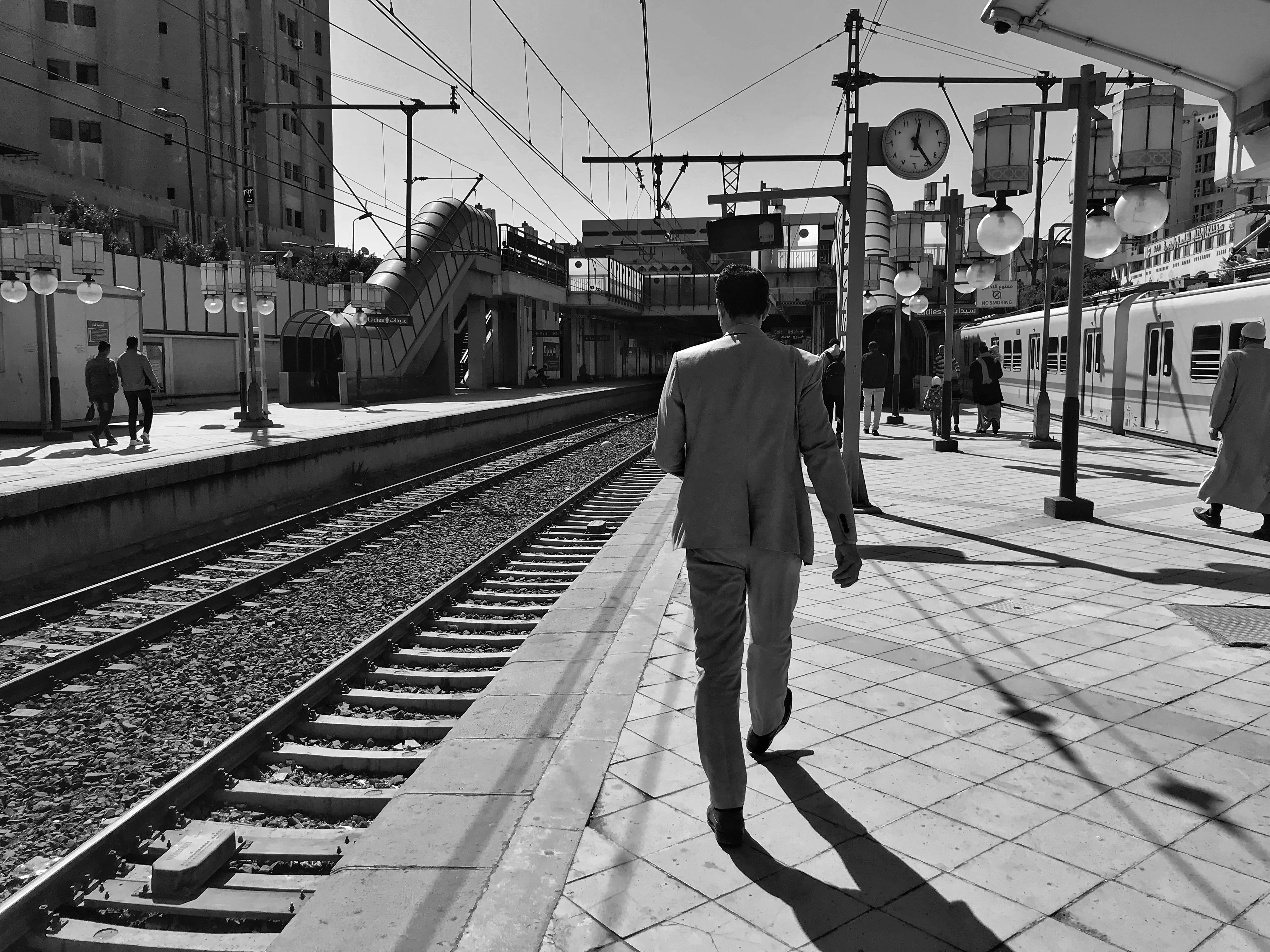
Plataformas da estação.

Os estudos conduzidos pela pela Agência de Cooperação Internacional do Japão (JICA} para a execução da primeira etapa da Linha 4, recomendaram que a estação El-Malek El-Saleh seja uma das estações terminais da linha que nesta fase deve chegar até a praça Remaya e seja também o ponto de interligação com a Linha 1. A National Authority for Tunnels, responsável pelo transporte de passageiros na região do Cairo aceitou e endossou o projeto.

## Vizinhança
Localizada na parte do Cairo Antigo, a estação está localizada a duas quadras das margens do Rio Nilo e muito próxima ao Cemitério Memorial de Guerra do Cairo onde foram sepultados os soldados egípcios que faleceram na Primeira e Segunda Guerra Mundial.